# Damur
Damur oder Damour (arabisch الدامور, DMG ad-Dāmūr) ist ein Küstenort im Libanon, etwa 20 km südlich von Beirut. Er ist nach dem gleichnamigen Flüsschen benannt. Damur liegt im Gouvernement (mohafazat) Libanonberg.

## Bevölkerung
Bewohnt wird der Ort heute überwiegend von maronitischen Christen, die von der Landwirtschaft leben.

## Geschichte
Im Jahr 1302 besiegten zypriotische Kreuzfahrer ein Heer der Maluken bei Damur. 
In den 1930er Jahren betrieben jüdische Unternehmer in Damur eine Streichholz-Fabrik. Im Juli 1941 besiegten australische Truppen französische Einheiten des Vichy-Regimes und öffnete so den Weg nach Beirut.
Im Massaker von Damur wurde während des libanesischen Bürgerkrieges am 9. Januar 1976 das Städtchen zerstört und die Bevölkerung, soweit sie nicht hatte fliehen können, ermordet. Bis zu diesem Massaker war Damur ganz überwiegend von Christen bewohnt. Die Einwohnerzahl wird zu dieser Zeit mit etwa 25.000 angegeben, die Zahl der Opfer oft mit 582. Die Tat wird gewöhnlich Zuhair Muhsin und der PLO zugeschrieben.
Nach der Zerstörung Damurs wurde dort ein befestigtes Lager der Palästinenser eingerichtet. 1982 kam es zu dem Massaker von Sabra und Schatila  an den Palästinensern, für das der christliche Politiker und Milizencheft Elie Hobeika verantwortlich war. Nach dem Einmarsch der Israelis in den Libanon mussten die Palästinenser Damur verlassen. Heute sind viele Einwohner nach Damur zurückgekehrt und haben die beiden zerstörten Kirchen wieder aufgebaut. 
Damour ist seit langer Zeit ein Zentrum der Produktion von Naturseide.